# Reziduum (matematika)
Vyjádříme-li meromorfní funkci {\displaystyle f(z)} v okolí jejího izolovaného singulárního bodu {\displaystyle z_{0}} Laurentovou řadou (pro {\displaystyle z\neq z_{0}}), pak číslo {\displaystyle a_{-1}} se nazývá reziduum funkce {\displaystyle f(z)} v bodě {\displaystyle z_{0}}.
Na základě vyjádření koeficientů Laurentova rozvoje získáme
{\displaystyle a_{-1}={\frac {1}{2\pi \mathrm {i} }}\oint _{c}f(z)\mathrm {d} z}

## Reziduová věta
Mějme jednoduchou konečnou po částech hladkou uzavřenou křivku {\displaystyle c}, která je kladně orientovaná vzhledem ke svému vnitřku {\displaystyle \scriptstyle \mathbf {G} }. Uvažujme funkci {\displaystyle \scriptstyle f(z)}, která je v {\displaystyle \scriptstyle \mathbf {G} } holomorfní s výjimkou konečného počtu singulárních bodů {\displaystyle z_{1},z_{2},...,z_{n}} a s výjimkou těchto bodů spojitá v {\displaystyle \scriptstyle \mathbf {G} \cup c}. Pak integrál
{\displaystyle {\frac {1}{2\pi \mathrm {i} }}\oint _{c}f(z)\mathrm {d} z}
je roven součtu reziduí funkce {\displaystyle f(z)} v bodech {\displaystyle z_{1},z_{2},...,z_{n}}, tzn.
{\displaystyle {\frac {1}{2\pi \mathrm {i} }}\oint _{c}f(z)\mathrm {d} z=\sum _{k=1}^{n}\mathrm {Res} {[f(z)]}_{z=z_{k}}},
kde {\displaystyle \scriptstyle \mathrm {Res} {[f(z)]}_{z=z_{k}}} označuje reziduum funkce {\displaystyle f(z)} v bodě {\displaystyle z_{k}}.

## Výpočet reziduí
Má-li meromorfní funkce f definovaná alespoň na okolí D = {z: 0 < |z-c| < R, R > 0} v bodě c pól prvního řádu, potom je reziduum určeno jako:
{\displaystyle \operatorname {Res} \left[f\right]_{z=c}=\lim _{z\to c}(z-c)f(z),}
nebo přímo použitím reziduové věty
{\displaystyle \operatorname {Res} \left[f\right]_{z=c}={1 \over 2\pi i}\int _{\gamma }f(z)\,dz}
kde kladně orientovaná křivka γ tvoří kružnici kolem c o poloměru ε, kde ε je dostatečně malé.
Reziduum funkce f(z)=g(z)/h(z) mající v c pól prvního řádu, kde g a h jsou holomorfní funkce v okolí c a zároveň h(c) = 0, g(c) ≠ 0, je dáno jako
{\displaystyle \operatorname {Res} \left[f\right]_{z=c}={\frac {g(c)}{h'(c)}}.}
Obecněji je reziduum funkce f v bodě z = c mající v c pól řádu n vyjádřeno jako:
{\displaystyle \operatorname {Res} \left[f\right]_{z=c}={\frac {1}{(n-1)!}}\cdot \lim _{z\to c}\left({\frac {\mathrm {d} }{\mathrm {d} z}}\right)^{n-1}\left(f(z)\cdot (z-c)^{n}\right).}
Může-li být f holomorfně rozšířena na celý disk { z : |z − c| < R }, potom Res[f]z=c = 0. Opačné tvrzení obecně neplatí.